# Johnsons Dock
Johnsons Dock (auch bekannt als Johnson’s Dock, Jonson’s Dock, Johnson Dock, Johnson Harbour, Johnson’s Harbour und Jones Basin, in Argentinien Fondeadero Johnson, in Chile Dársena Johnson) ist eine Nebenbucht der South Bay an der Südküste der Livingston-Insel im Archipel der Südlichen Shetlandinseln. Sie liegt im östlichen Teil der South Bay an der Westküste der Hurd-Halbinsel.
Der Name ist seit etwa 1821 bekannt. Als Namensgeber kommen mehrere Personen in Frage. Eine davon ist Kapitän Robert Johnson, der mit dem Robbenfänger Jane Maria zwischen 1820 und 1821 vor den Südlichen Shetlandinseln operierte.